# Una mujer sucede
Una mujer sucede es una película de Argentina dirigida por Pablo Bucca sobre su propio guion basado en la novela homónima de Luis Lozano, ambos bolivarenses, que se estrenó el 6 de diciembre de 2012 y tuvo como principales intérpretes a Eduardo Blanco, Alejandro Awada, Jorge D'Elía Viviana Saccone y Gustavo Garzón.

## Sinopsis
En el velatorio de una mujer cuyo nombre se desconoce que se realiza en un pueblo del interior del país, un deudo y dos hombres van revelando quien creen ellos que era esa mujer. 

## Reparto
- Eduardo Blanco ... Santos
- Alejandro Awada ... Fernández
- Viviana Saccone ... Laura / Sofía / Rosita
- Oscar Alegre ... Villalba
- Jorge D'Elía ... Antonio
- Gustavo Garzón ... Ardiles
- Daniel Carrera ... Médico
- Hugo Halbrich ... Intendente
- José María Alabart ... Capitán Córdoba

## Comentarios
Juan Carlos Fontana en La Prensa opinó:

"...filme de climas y atmósferas, de hombres que parecen destinados al fracaso y a la soledad, cuyos recuerdos, los de una mujer que se presumen alguna vez amaron, les despierta una sutil sensación de compañerismo....cuyo clima ominoso permite ir desarrollando un misterio...Un filme con buenas actuaciones de Viviana Saccone, Fernando Alegre y Alejandro Awada."

Ezequiel Boetti para el sitio Otros Cines, escribió:

"Bucca acierta al adosarle una pátina de humor negro...a una película que por momentos se circunscribe a una puesta en escena demasiado teatral, evitando la oxigenación visual de la trama. Atravesadas de punta a punta por la nostalgia y el dolor de irrecuperable, la ubicación narrativa de los tres historias genera confabula contra la tensión -y atención- del espectador."

Adolfo C. Martínez opinó en La Nación:

"Pablo Bucca supo, sin duda, extraer de su guion ese clima tétrico poblado por fantasmales apariciones en que las tres mujeres (buen trabajo de Viviana Saccone) se imbrican en la existencia de esos hombres ahora taciturnos. Con cierto aire teatral, lo que no impide que la anécdota se siga con atención, el realizador necesitaba de un elenco que anudase cada uno de los personajes y logró su propósito, ya que tanto Eduardo Blanco como Alejandro Awada y Oscar Alegre supieron dar a sus personajes el misterioso sabor de sus antiguas aventuras."